# Bjørn Stybert
Bjørn Stybert (16. januar 1927 - 26. august 2009) var en dansk roer fra Gentofte. Han var medlem af Bagsværd Roklub.
Stybert repræsenterede Danmark ved OL 1952 i Helsinki. Her udgjorde han, sammen med Mogens Snogdahl, Jørn Snogdahl, Preben Hoch, Helge Schrøder, Bjørn Brønnum, Leif Hermansen, Ole Scavenius Jensen samt styrmand John Wilhelmsen den danske otter. Den danske båd kom ind på fjerdepladsen i sit indledende heat, hvorefter de vandt et opsamlingsheat. I semifinalen sluttede danskerne på 3. pladsen, og kvalificerede sig dermed ikke til finalen. De sluttede samlet konkurrencen på en 9. plads.